# Medal Chapmana
Medal Chapmana – nagroda nazwana na cześć angielskiego astronoma i matematyka Sydneya Chapmana, przyznawana przez Królewskie Towarzystwo Astronomiczne za wybitne osiągnięcia badawcze w fizyce oddziaływania Słońca na Ziemię, w tym geomagnetyzmu i aeronomii.